# Pachyschelus laevigatus
Pachyschelus laevigatus es una especie de escarabajo joya del género Pachyschelus, familia Buprestidae. Fue descrita científicamente por Say en 1833.